# 金井ヶ丘
金井ヶ丘（かないがおか）は、東京都町田市の町名。現行行政地名は金井ヶ丘一丁目から五丁目（住居表示区域）。郵便番号は195-0076。

## 地理
町田市の中東部に位置する。北は金井、大蔵町、東は神奈川県川崎市麻生区岡上、南は玉川学園、西は藤の台、本町田、金井と接している。町域の東端、麻生区との境あたりを小田急小田原線が通っている。逆くの字型の細長い町域で、場所によって町田市内の小田急小田原線の駅（町田駅、玉川学園前駅、鶴川駅）いずれもが最寄り駅になり得る。五丁目は全域が和光大学の敷地となっているが、同大学は川崎市に隣接している関係で、一〜四丁目とは市外局番が異なる。

### 河川
- 鶴見川
  - 金井川 - 鶴見川の支流。金井ヶ丘4丁目内を流れる。
  - 木倉川 - 鶴見川の支流。金井ヶ丘2、3、4丁目内を流れる。

### 小字
金井ヶ丘地内では現在でも旧来の字名が通称として残っているが、住所表記として正式に使用されているものは存在しない。住居表示実施に伴う分立前は「字〇〇号」という番号が用いられていた。
川井田 （かわいだ）
四丁目北部、川井田橋（鶴見川）付近。川崎市麻生区岡上でも字名として使用された広域地名。
栗ヶ谷戸 （くりがやと）
四丁目南部および三丁目北部、栗谷停留所付近。
笹子 （ささご）
三丁目南部および二丁目北東部、笹子停留所付近。
木倉 （きくら）
二丁目西部および中部、木倉停留所および金井八幡神社付近で、旧来の木倉村地域。

### 地価
住宅地の地価は、2014年（平成26年）1月1日の公示地価によれば、金井町字二十三号2612番92（現・金井ヶ丘一丁目28番20号）の地点で15万6000円/m2となっている。

## 歴史
金井町・藤の台団地の地番区域において住居表示実施に伴い、鶴川街道の南側から東側にかけて分立。

### 地名の由来
住居表示の実施に際し、町田市住所整理基本方針では8丁目までを限度としており、金井の町名は既に「金井八丁目」まであることから、新町名を公募することになった。1ヶ月間の公募の結果、152件77案の応募が集まり、得票数の多い12案（金井ヶ丘、金井町、金井南、金井本町、学園金井、本金井、金井坂、金井八幡、金井東、金井中央、玉川金井、元金井）の中から金井ヶ丘に決定した。

### 沿革
- 2020年（令和2年）7月25日 - 金井町、大蔵町、玉川学園、本町田の一部で住居表示を実施、金井ヶ丘一〜五丁目および藤の台一〜三丁目を新設。

## 世帯数と人口
2020年（令和2年）8月1日現在の世帯数と人口は以下の通りである。
| 丁目           | 世帯数    | 人口    |
| -------------- | --------- | ------- |
| 金井ヶ丘一丁目 | 584世帯   | 1,294人 |
| 金井ヶ丘二丁目 | 799世帯   | 1,802人 |
| 金井ヶ丘三丁目 | 626世帯   | 1,507人 |
| 金井ヶ丘四丁目 | 1,004世帯 | 2,374人 |
| 金井ヶ丘五丁目 | 0世帯     | 0人     |
| 計             | 3,013世帯 | 6,977人 |

## 小・中学校の学区
市立小・中学校に通う場合、学区は以下の通りとなる。
| 丁目           | 番・番地等                                         | 小学校             | 中学校             |
| -------------- | -------------------------------------------------- | ------------------ | ------------------ |
| 金井ヶ丘一丁目 | 全域                                               | 町田市立金井小学校 | 町田市立金井中学校 |
| 金井ヶ丘二丁目 | 全域                                               | 町田市立金井小学校 | 町田市立金井中学校 |
| 金井ヶ丘三丁目 | 全域                                               | 町田市立金井小学校 | 町田市立金井中学校 |
| 金井ヶ丘四丁目 | 1～3番、14番3号、37～45番、46番4～5号              | 町田市立金井小学校 | 町田市立金井中学校 |
| 金井ヶ丘四丁目 | 4～13番、14番7号、14番44～60号、15～36番、47～53番 | 町田市立大蔵小学校 | 町田市立金井中学校 |
| 金井ヶ丘五丁目 | 全域                                               | 町田市立金井小学校 | 町田市立金井中学校 |

## 交通

### 鉄道
小田急小田原線 玉川学園前駅もしくは鶴川駅が最寄駅である。

### 路線バス
- 「金井小学校入口」バス停留所などから神奈川中央交通の路線バスで町田バスセンター行き（一部便は町田ターミナル行き）、鶴川駅行きなどがある。
- 「有楽入口」バス停留所などから玉川学園コミュニティバス（小田急バス）で玉川学園前駅行きがある。

### 道路
- 東京都道3号世田谷町田線（鶴川街道）

## 施設
教育
- 小学校
  - 町田市立金井小学校
- 大学
  - 和光大学（川崎市岡上にまたがる）

商業
- ホームセンターセキチュー鶴川店
- ワークマン町田金井店

警察
- 町田警察署藤の台団地交番

公園
- ゆうき山公園

寺院・神社

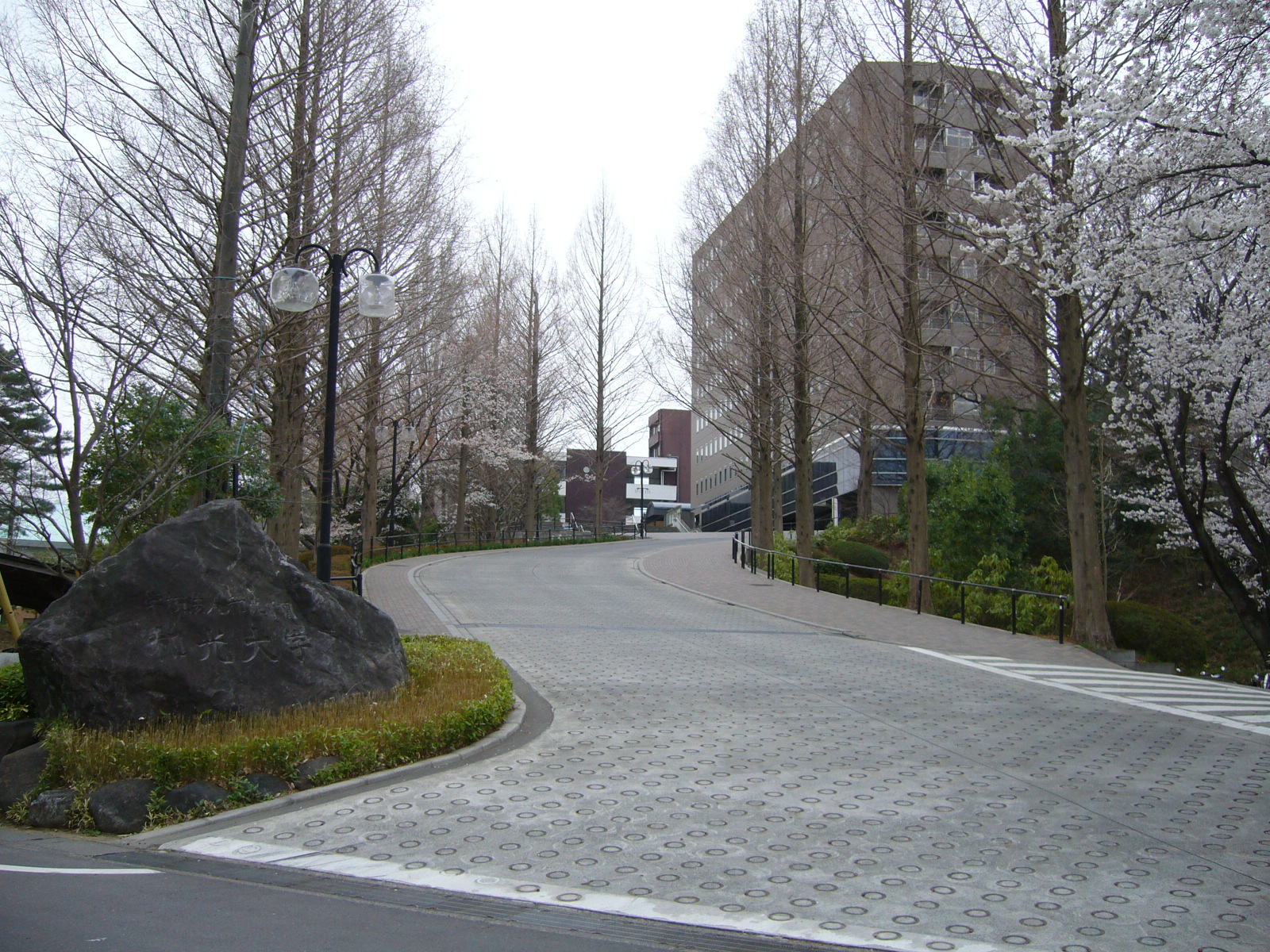
和光大学。後方校舎が金井ヶ丘で、手前は川崎市。

- 金井八幡神社 - 町田市指定無形民俗文化財の一つである「金井獅子舞」が例大祭で毎年披露される[12]